# Coppa Artemio Franchi 1993
La Coppa Artemio Franchi 1993 fu la seconda edizione dell'odierna Coppa dei Campioni CONMEBOL-UEFA, che vide contrapposte le rappresentative nazionali vincitrici della Copa América 1991 e del campionato europeo 1992, rispettivamente l'Argentina e la Danimarca. Ad imporsi fu l'Argentina, che sconfisse per 5-4 ai tiri di rigore la Danimarca, dopo l'1-1 dei tempi supplementari.

## Le squadre
| Squadre   | Qualificazione                         | Partecipazioni precedenti (il grassetto indica la vittoria) |
| --------- | -------------------------------------- | ----------------------------------------------------------- |
| Argentina | Vincitrice della Copa América 1991     | Nessuna                                                     |
| Danimarca | Vincitrice del Campionato europeo 1992 | Nessuna                                                     |

## Tabellino
| Arbitro: | Puhl |

|                                                     |                      |                                                      |
| Caniggia 30’                                        | Marcatori            | 12’ (aut.) Craviotto                                 |
| Maradona Batistuta Simeone Mancuso Caniggia Saldaña | Tiri di rigore 5 – 4 | Elstrup Johnny Mølby Nielsen Vilfort Laudrup Goldbæk |

| Argentina       |    |                        |     |      |
|                 |    |                        |     |      |
| P               | 1  | Sergio Goycochea       |     |      |
| D               | 4  | Néstor Craviotto       | 71’ | 117’ |
| D               | 2  | Jorge Borelli          |     |      |
| D               | 6  | Sergio Vázquez         | 22’ |      |
| D               | 3  | Ricardo Altamirano     |     |      |
| C               | 14 | Diego Simeone          | 16’ |      |
| C               | 5  | Alejandro Mancuso      |     |      |
| C               | 10 | Diego Armando Maradona |     |      |
| C               | 20 | Leonardo Rodríguez     |     | 61’  |
| A               | 9  | Gabriel Batistuta      |     |      |
| A               | 7  | Claudio Caniggia       |     |      |
| A disposizione: |    |                        |     |      |
| P               |    | Luis Islas             |     |      |
| D               | 16 | Darío Franco           |     | 61’  |
| C               | 15 | Julio Saldaña          |     | 117’ |
| C               |    | Néstor Gorosito        |     |      |
| A               |    | Alberto Acosta         |     |      |
| CT:             |    |                        |     |      |
| Alfio Basile    |    |                        |     |      |

| Danimarca              |    |                     |     |        |
|                        |    |                     |     |        |
| P                      | 1  | Peter Schmeichel    |     |        |
| D                      | 2  | Jakob Kjeldbjerg    | 15’ |        |
| D                      | 4  | Lars Olsen          |     |        |
| D                      | 6  | Torben Piechnik     |     | 38’    |
| D                      | 3  | Marc Rieper         |     |        |
| D                      | 7  | Johnny Mølby        |     |        |
| C                      | 9  | Bjarne Goldbæk      | 17’ |        |
| C                      | 8  | Kim Vilfort         |     |        |
| C                      | 5  | Henrik Larsen       |     | 120+1’ |
| A                      | 11 | Brian Laudrup       |     |        |
| A                      | 10 | Lars Elstrup        |     |        |
| A disposizione:        |    |                     |     |        |
| P                      |    | Mogens Krogh        |     |        |
| C                      | 12 | Michael Larsen      |     | 120+1’ |
| C                      | 13 | Brian Steen Nielsen | 69’ | 38’    |
| C                      |    | Stig Tøfting        |     |        |
| A                      |    | Mark Strudal        |     |        |
| CT:                    |    |                     |     |        |
| Richard Møller Nielsen |    |                     |     |        |

| Regole dell'incontro - due tempi regolamentari da 45 minuti ciascuno; - due tempi supplementari da 15 minuti ciascuno in caso di parità; - tiri di rigore in caso di ulteriore parità; inizialmente cinque per squadra, e a oltranza fino a spareggio in caso di ulteriore parità; - numero massimo di 16 giocatori per squadra a referto (11 in campo e 5 come potenziali sostituti); - due sostituzioni permesse. |